# Ljubov i golubi
Ljubov i golubi (russisk: Любовь и голуби, da.: Kærlighed og duer) er en sovjetisk spillefilm fra 1984 instrueret af Vladimir Mensjov.

## Medvirkende
- Aleksandr Mikhajlov som Vasilij Kuzjakin
- Nina Dorosjina som Nadja
- Ljudmila Gurtjenko som Raisa Zakharovna
- Jana Lisovskaja som Ljuda
- Lada Sizonenko som Olja